# Olho d'Água Grande
Olho d'Água Grande è un comune del Brasile nello Stato dell'Alagoas, parte della mesoregione di Agreste Alagoano e della microregione di Traipu.